# Digievolución
Evolución (進化 Shinka?, Digivolve (Digital Evolve) en la versión USA o Digievolución en la versiones traducidas) es un término usado en la franquicia Digimon, para explicar el proceso de crecimiento y maduración de los Digimon, criaturas ficticias que viven en un plano virtual conocido como Digimundo. Aunque este proceso es llamado "evolución", en realidad es más parecido a una metamorfosis, pues el Digimon muta en una nueva criatura de forma muy rápida.

## Concepto
Como los Digimon son esencialmente información, ellos pueden descargar información de la red a su Digicore (por ejemplo, absorbiéndola de otros Digimon), haciéndose más fuertes en el proceso. Cuando han descargado o absorbido suficiente información, el Digicore sufre una violenta sobreescritura (overwrite), haciendo que el Digimon "evolucione", transformándose en una nueva criatura, generalmente más grande y poderosa que la anterior. Cuando un Digimon evoluciona, aunque su forma exterior cambie, su conciencia, personalidad y sentimientos no lo hacen (hay excepciones, generalmente entre las evoluciones oscuras).

### Etapas de Digievolución
También llamadas niveles de evolución, cada etapa representa una fase en la madurez de un Digimon. Existen 6 etapas de evolución natural, 1 de evolución especial y otras dos etapas más de evolución artificial, que a saber son:
| Nombre en inglés | Nivel  | Nombre original | Rōmaji      | Traducción             | Doblaje latinoamericano | Doblaje latinoamericano                                                                                                  | Doblaje latinoamericano                                                                          | Doblaje latinoamericano                    | Doblaje español                                                                             |
| Nombre en inglés | Nivel  | Nombre original | Rōmaji      | Traducción             | Digimon Adventure y Digimon Adventure 02 | Digimon Adventure 02 | Digimon Tamers                                                                                   | Digimon Data Squad                         | Doblaje español                                                                             |
| ---------------- | ------ | --------------- | ----------- | ---------------------- | --- | --- | ------------------------------------------------------------------------------------------------ | ------------------------------------------ | ------------------------------------------------------------------------------------------- |
| DigiTama         | 0      | デジタマ        | Dejitama    | Digi-Huevo             | Digi-Huevo | Digi-Huevo | Digi-Egg                                                                                         | Digi-Huevo                                 | Digi-Huevo                                                                                  |
| Baby I & II      | I ~ II | 幼年期          | Yōnenki     | Etapa Bebé             | Entrenamiento (por defecto) Baby Digimon (eyecatch) Bebé (episodios 1 al 12 y 15) «Recién nacido» (episodio 13) Micro-Digimon y Micro (episodio 38) | Bebé Digimon | En entrenamiento                                                                                 | Bebé                                       | Bebé I y Bebé II (en Adventure 1999);Básico (desde 02)                                      |
| Child            | III    | 成長期          | Seichouki   | Cuerpo Infantil        | De crecimiento (por defecto) Child Digimon (eyecatch) «Evolucionado» (episodio 22) En crecimiento (episodios 28, 35 y 39) Básica (episodio 39) | Novato (por defecto) No mencionada (episodio 2)                                                                          | De desarrollo (por defecto) De crecimiento (episodio 2)                                          | Inferior (por defecto) Superior (Falcomon) | Cuerpo Infantil (en Adventure 1999); Principiante (desde 02)                                |
| Adult            | IV     | 成熟期          | Seijukuki   | Cuerpo Maduro o Adulto | Evolucionado (por defecto) Adulto (episodios 2 y 3) Adulta (episodio 26) | Campeón (por defecto) Novato (Ninjamon/Igamon en el episodio 15) «Forma de defensor» (ExVeemon/XV-mon en el episodio 17) | Adulta (por defecto) Mayor de crecimiento (episodio 2) Final (episodio 6)                        | Superior                                   | Cuerpo Maduro (en Adventure 1999); Campeón (desde "Digimon, la película" y 02)              |
| Perfect          | V      | 完全体          | Kanzentai   | Cuerpo Perfecto        | Perfeccionado (por defecto) Digievolucionado (episodio 6) Perfeccionamiento (episodio 38) Más poderoso y Más poderosos (episodios 48) De perfección (episodio 49) | Ultra (por defecto) Final (episodio 10) No mencionada (episodio 7)                                                       | Última (por defecto) «Forma más completa» (episodio 1) Completa (episodio 3) Final (episodio 17) | Ultranivel                                 | Cuerpo Perfecto (en Adventure 1999); Mega Campeón (desde "Digimon, la película" y 02)       |
| Ultimate         | VI     | 究極体          | Kyūkyokutai | Cuerpo Definitivo      | Mega (por defecto) «Forma evolucionada» Más alto de desarrollo (episodio 38) Más poderosa y Más avanzado (episodio 39) De perfeccionamiento (Wargreymon y MetalGarurumon en el episodio 39) Más poderoso y Más poderosos (episodios 39 y 40) Más alto (episodios 39, 40 y 46) | Mega-Digimon | Mega (por defecto) Última (Beelzemon/Beelzebumon en el episodio 30)                              | Meganivel                                  | Cuerpo/nivel Supremo (en Adventure 1999 y "Digimon, la película"); Hiper Campeón (desde 02) |

Estas son las etapas a las que un Digimon puede evolucionar de forma natural, con el paso del tiempo. Desde la primera etapa (Bebé) hasta la etapa Campeón, todas forman parte de la madurez de un Digimon; sin embargo, ir más allá de la etapa campeón (cuerpos Ultra y Mega) es extremadamente difícil para un Digimon, y muchos encuentran la muerte en el nivel Campeón (sea por vejez o por morir en batalla). Solo aquellos que hayan sobrevivido batallas extremas, son los que obtienen la fuerza para evolucionar más allá. Cualquier evolución que sobrepase el Cuerpo Mega, cómo la Súper Mega o el Burst Mode, está reservada solo para los Digimon más poderosos, Digimon cuya sola presencia es capaz de poner en riesgo la existencia de la realidad misma, por lo que muy pocos Digimon la han alcanzado. En las páginas web dedicadas a Digimon, son generalmente catalogados como Digimon de nivel Mega solo por conveniencia, aunque el nivel Súper Mega haya sido confirmado como tal en fuentes oficiales (como en el manga Digimon Adventure V-Tamer 01 o en el videojuego Digimon World DS).
Cuando un Digimon se "asocia" con un humano, puede evolucionar más fácilmente a niveles superiores. Esto se debe a dos factores: el entrenamiento adecuado y el poder de los sentimientos humanos. Con buen entrenamiento, un Digimon deja de desperdiciar energía, por lo que tiene más posibilidades de evolucionar a sus formas más poderosas. Por otro lado, los sentimientos humanos tienen la capacidad de alterar el Digicore de los Digimon, acelerando el proceso de evolución. Existen aparatos, como por ejemplo los Digivice, que pueden disparar el proceso artificialmente, haciendo que un Digimon evolucione de forma temporal, utilizando una gran cantidad de energía. Sin embargo, si el Digimon está herido, debilitado o hambriento, el Digivice no tiene efecto.
Para mantener una forma evolucionada, un Digimon debe consumir una gran cantidad de energía. Cuando llegan al nivel Mega, la cantidad de energía requerida es enorme. El origen de esta energía son los datos que son absorbidos de la red, que son consumidos como alimentos. Los digimons deben conservar su energía, ya que si la gastan totalmente, su cuerpo podría enfermar o incluso podrían regresar a etapas anteriores, y en el peor de los casos, el Digimon podría volver a ser un digi-huevo. Cuando se llega al cuerpo Ultra o Mega, el consumo de energía se incrementa, y también la cantidad de energía necesaria. Se ha dicho que las vidas de los Ultras y Megas son más cortas comparadas con las de los Campeones. La forma más fácil de obtener energía en estos niveles, es consumir los datos de los digimons ya derrotados, y mientras más alta sea la etapa del digimon derrotado, más energía obtiene, ya que contendrá una mayor cantidad de datos.
La evolución Súper Mega es una evolución mítica, la cual se cree que sólo puede accederse por medio de los Digimental antiguos. Su poder es superior al de los Digimon del nivel Mega, y se dice que la existencia de estos digimons pone en riesgo el equilibrio de la realidad en el Digimundo.
| Nombre inglés | Nombre original | Romaji        | Traducción      | Doblaje latino/España |
| ------------- | --------------- | ------------- | --------------- | --- |
| Armor         | アーマー体      | Āmātai        | Cuerpo blindado | Armadura, Armor o tipo armadura «Con el cuerpo revestido con una armadura» (primer episodio de la versión latinoamericana de Digimon Adventure 02) Con armadura (primer episodio de la versión latinoamericana de Digimon Tamers) |
| Hybrid        | ハイブリッド体  | Haiburiddotai | Cuerpo híbrido  | Híbrido |

Estas dos últimas etapas son obtenidas de modo artificial. La evolución Armor se obtiene gracias al uso de los Digimentals y su poder oscila entre el nivel Campeón y Mega Campeón/Ultra, con excepción de los Digimentals Dorados, cuyo poder es similar al de un Mega Campeón/Ultra o mayor. Los digimons en este nivel superan fácilmente a la mayoría de los Campeones, pero son inferiores a los Mega Campeones/Ultra.
El cuerpo Híbrido solo puede ser obtenido usando los Digispirits, tótems que contienen la esencia y poder de los 10 Guerreros Legendarios, Digimon antiguos que salvaron al Digimundo de una crisis. Los Digispirits también pueden ser usados por humanos, y así aprovechar mejor el poder de un Digispirit. La evolución Híbrida tiene varios subniveles.

## Tipos de Digievolución

### Comunes
- Evolución (進化 Shinka): Como ya fue mencionado anteriormente, este el proceso de evolución natural de un Digimon.

- Evolución Súper/ Ultra (完全進化 Kanzen Shinka): Método de evolución natural por el cual un Digimon evoluciona a su cuerpo Perfecto o Ultra.

- Evolución Ultra/ Mega (究極進化 Kyuukyoku Shinka): Método de evolución natural de un Digimon a su cuerpo Supremo/Definitivo o Mega.

- Evolución Chaos u Oscura (暗黒進化 Ankoku Shinka): Cuando los sentimientos negativos del Tamer/Niño Elegido afectan el Digicore del Digimon, este puede Digievolucionar en una criatura maligna que pierde todo el control y se convierte en una máquina destructiva. Ejemplos: Greymon a SkullGreymon, WarGrowlmon a Megidramon, shinegreymon a shinegreymon modo ruina.

- Evolución ADN (ジョグレス進化 Jyoguresu Shinka): Método por el cual dos o más Digimon de la Etapa Campeón o superior se fusionan para evolucionar en una criatura del nivel superior. Cuando los Digimon se combinan, sus Digicores también lo hacen, combinando sus conciencias. Sin embargo, algunas fusiones suelen salir erróneas, creando Digimon con dos o más Digicores, lo cual los hace muy inestables, aunque tremendamente poderosos. Estos Digimon son denominados "Khaosmon" y considerados bugs del sistema por lo que tienden a ser eliminados del Digimundo rápidamente. En algunos casos, bastante especiales, un Digimon puede dar toda su energía a otro o transformarse en un arma en vez de fusionarse para realizar la unión. La palabra jogress es una contracción de las palabras inglesas "Joint" (unión) y "Progress" (progreso).

- Partición (パーティション Paatishon): Un Digimon producto de una fusión por evolución ADN se separa para volver a ser los Digimons que lo formaron.

- Evolución Blast (ブラストエボリューション Burasuto Eboryuushon): Método de evolución temporal, inducida por un Tamer/Niño Elegido, que dura un periodo muy corto de tiempo. Los Digimon evolucionan en Digimon de niveles superiores dependiendo de la cantidad de energía que se use en ellos. los Digimon del cuerpo Mega que evolucionan de esta manera, se transforman en versiones más poderosas de sí mismos. La palabra blast significa ráfaga o explosión en inglés.

- Cambio de Modo (モード チェンジ Mōdo Chenji): Habilidad que tienen algunos Digimon para transformarse o cambiar a una forma especial, adquiriendo nuevas habilidades y más poder. Ejemplo: Imperialdramon a Imperialdramon Fighter Mode, Gallantmon a Gallantmon Crimson Mode etc...

- Evolución Alterna, Cambio de Evolución (スライド エボリューション Suraido Eboryūshon): Es una forma de evolución especial, donde un Digimon se transforma en otro más o menos poderoso, pero sin tratarse de una evolución natural de nivel. Sólo ocurre bajo circunstancias especiales o en los diez Guerreros Legendarios, que pueden cambiar de la forma Humana a la Animal o Bestia, más poderosa, y viceversa (aunque cada forma tiene sus ventajas). Ejemplo: Agunimon se transforma en BurningGreymon o viceversa, y puede ocurrir a voluntad. En el doblaje latinoamericano (mexicano) de Digimon Frontier, los protagonistas humanos usan la palabra «digievolves» y los antagonistas con Digispirits, «contradigievolves».

### Anime

#### Digimon Adventure/(02)
Evolución Blast causada por los sentimientos humanos
- Súper/Ultra Evolución (超進化 Chou Shinka): Método por el cual un Digimon en la etapa Campeón puede evolucionar temporalmente a su cuerpo Ultra, gracias al poder de los emblemas, unos artefactos que contienen energía sagrada y se activan con los sentimientos de los humanos, aunque generalmente después de agotar la energía temporal, los Digimon regresan a la etapa de Entrenamiento/Bebé por el gran gasto de energía que conlleva usar esta evolución. Tras unas cuantas evoluciones, el Digimon se vuelve más poderoso y gasta menos energía, por lo que puede regresar a la etapa Infantil o Campeón, dependiendo del tiempo y forma de entrenamiento que haya tenido.

- Ultra/Warp Evolución (ワープ進化 Wāpu Shinka): Método por el cual un Digimon en la Etapa Novato o Campeón puede evolucionar directamente al cuerpo Mega. La palabra warp significa deformar en inglés. Las Evoluciones Warp producidas por la profecía antigua del Digimundo duran un periodo corto de tiempo y el Digimon vuelve a su etapa de Entrenamiento/Bebé por el gran gasto de energía que conlleva el saltarse etapas. Tras unas cuantas evoluciones, al igual que en la evolución Súper/Ultra, el Digimon puede volver a la etapa Infantil o Campeón, ya que se vuelve más poderoso y consume menos energía, exceptuando los casos en los que el gasto energético sea mayor de lo normal o haya conseguido evolucionar con poca energía, en los que regresará otra vez a la etapa de Entrenamiento/Bebé (Ejemplo: Agumon a Wargreymon, Leomon a Saberleomon, etc.) Para llevar a cabo esta digievolución el digimon debe ser imbuido con poder de tipo sagrado, en el caso de Agumon y Gabumon lo lograron al recibir energía de Angemon y Angewomon, Imperialdramon lo obtuvo gracias al poder de la perla sagrada de Qinglongmon e Impmon logró convertirse en Beelzemon con la bendición de Zhuqiaomon.

- Evolución Armor (アーマー進化 Armor Shinka): Método de Digievolución que sólo puede ser usado por algunos Digimons antiguos al usar un Digimental. La palabra armor significa armadura en inglés. Usando los diferentes Digimentals, un Digimon puede evolucionar a otro, generalmente con un cuerpo blindado (con armadura) y mejor armado para la lucha que en la etapa de Campeón. Los Digimentals son artefactos con forma de un Digitama pequeño, que están alineados a un elemento y a un sentimiento de los emblemas en particular. Los D-3 pueden hacer que sus Digimon regresen a la normalidad absorbiendo la energía del Digimental y almacenarla en el D-Terminal para volver a usarla después.

- Evolución ADN (ジョグレス進化 Jyoguresu Shinka): Los D-3 de los Niños Elegidos junto con el poder del anillo sagrado de Gatomon, pueden activar esta evolución temporalmente con Digimons de etapa Campeón, sin embargo el gasto de energía hace que cuando el Digimon se separe ambos vuelvan a su etapa bebé (Excepto Patamon y Gatomon que sólo retroceden un nivel). Más tarde, al igual que en las evoluciones Súper/Ultra y Ultra/Warp, el Digimon se va haciendo más poderoso y al separarse los dos Digimons que lo formaron retroceden a un nivel cada vez mayor, debido a que cada vez gastan menos energía al fusionarse.

- Evolución Ultra/Mega (究極進化 Kyuukyoku Shinka): Paildramon puede usar este método para evolucionar en Imperialdramon, gracias a la energía recibida de Azulongmon.

- Cambio de Modo (モード チェンジ Mōdo Chenji): Imperialdramon puede usar esta habilidad para transformarse o cambiar a Imperialdramon Fighter Mode (Modo Guerrero), gracias a la energía recibida de Azulongmon, o a Imperialdramon Paladin Mode (Modo Paladín) gracias a la energía recibida de Omnimon.

#### Digimon Tamers
Evolución Blast causada por el poder sagrado de Calumon y la carta Accesorio/Conexión S de SuperDigievolución.
- Evolución Matrix (マトリックス エボリューション Matorikkusu Eboryūshon): Método de evolución de un Digimon a su cuerpo Perfecto/Ultra, que ocurre cuando su Digicore recibe el código especial programado en las Cartas Azules junto con el poder sagrado de Calumon. También es llamado de esta forma el método de evolución que usan ciertos Tamers, al fusionarse con sus Digimon para alcanzar el cuerpo Supremo/Mega (en la versión de USA a este método se le llama Biomerge). En este tipo de evolución aparece el Tamer desnudo (pero con la transparencia adecuada; aun así es visible algunas veces) flotando dentro de una esfera de datos luminosa dentro del Digimon. Las conciencias de ambos se unen como en la evolución ADN, y el Tamer puede transferir su energía al Digimon para que luche y tenga más poder.

#### Digimon Frontier
- Evolución Spirit (スピリット エボリューション Supiritto Eboryūshon): Método de evolución usado por un Digimon (generalmente) o un humano para obtener el cuerpo híbrido, que se produce al usar un solo Digispirit del tipo Humano o Animal/Bestia.

- Cambio De Spirit (スライド エボリューション Suraido Eboryūshon): No es una forma de evolución natural, sino un método para cambiar el Digispirit de un elemento, pasando del Digispirit Humano al Animal/Bestia o viceversa.

- Evolución Doble-Spirit (ダブル スピリット エボリューション Daburu Supiritto Eboryūshon): Método de evolución usado por un Digimon (generalmente) o un humano para obtener el cuerpo Híbrido, con la fusión de los dos Digispirts de un elemento, Humano y Animal/Bestia. Se requiere del poder de Seraphimon para actualizar los D-Scan y llevarla a cabo.

- Evolución Híper-Spirit (ハイパー スピリット エボリューション Haipā Supiritto Eboryūshon): Método de evolución usado por un Digimon (generalmente) o un humano, usando 5 pares de Digispirits de elementos compatibles. Se requiere D-Scan actualizados por el poder de Ophanimon para llevarla a cabo.

- Evolución Spirit Antigua (エンシェント スピリット エボリューション Enshento Supiritto Eboryūshon): Método de evolución usado por un Digimon (generalmente) o más de un humano para evolucionar en el Digimon legendario Susanoomon, usando todos los Digispirits al mismo tiempo.

#### Digimon Savers
En esta temporada las evoluciones son comunes pero son activadas por diferentes controles del Digisoul (ADN en la versión latina).
- Digisoul Charge (ADN Cargando): Consiste en poner una pequeña parte de Digisoul (ADN) para llegar a la Etapa Campeón.

- Digisoul Full Charge (ADN Carga Total): Consiste en liberar todo el Digisoul (ADN) del Tamer y tocar el Digivice para llegar al Cuerpo Ultra.

- Digisoul Charge Overdrive (ADN Cargando ¡Mega Carga!): Consiste en liberar todo el Digisoul (ADN) en una súper ráfaga de energía del Tamer para concentrarlo todo en la mano y llevarlo al Digivice, de esta forma se llega al Cuerpo Mega.

- Evolución Burst (バースト エボリューション Bāsuto Eboryūshon)(ADN Cargando ¡Modo Explosivo!) : Método de evolución similar a la Evolución Blast. Un Digimon del Cuerpo Definitivo, usando el Digisoul de su Tamer, evoluciona a una forma más poderosa temporalmente, conocida como "Modo Burst" la cual es el extremo de los poderes del Digimon. Esta evolución puede resultar peligrosa, pues un Digimon en esta forma puede gastar toda su energía y regresar a su forma de Digitama o llevarse a cabo pero con los resultados de la Evolución Oscura, alcanzando el Ruin Mode. (Ej: ShineGreymon a ShineGreymon Burst Mode).

- Pseudo-Evolución (擬似進化 Giji Shinka): Método por el cual un Digimon evoluciona usando Digisoul artificial.

- Híper Bio Evolución (ハイパー バイオ エボリューション Haipā Baio Eboryūshon - ADN Bio Híbrido Cargando): Método de evolución por el cual un humano cuyo ADN ha sido mezclado con datos de Digimon evoluciona en un Bio-Digimon del cuerpo Armor.

- Híper Bio Extra Evolución (ハイパー バイオ エキスツラ エボリューション Haipā Baio Ekisutura Eboryūshon - ADN Bio Híbrido Cargando): Método de evolución por el cual un humano cuyo ADN ha sido mezclado con datos de Digimon, evoluciona en un nuevo Bio-Digimon del cuerpo Mega, mucho más poderoso que el anterior.

#### Digital Monster X-Evolution
- X-evolución (ゼヴォリューション Zevoryuushon): Digievolución causada por el Anticuerpo X. El Anticuerpo X modifica el Digicore de un Digimon, expulsando el verdadero potencial de este, haciendo que el Digimon mute en una criatura más poderosa, estilizando más su apariencia. El principal cometido de esta evolución es hacer al Digimon inmune al Programa X. (Ejemplo: Omegamon a Omegamon X.)

- Death-X-evolución (デクスリューション  Dekusuevoryuushon): Un tipo de evolución especial, exclusivo de la serie DORU (la primera serie de Prototipos Digimon), que se activa cuando un digimon de la serie DORU ha muerto, causando una reacción en el Anticuerpo X que obliga al Digicore a seguir funcionando, manteniendo al digimon en estado de "no-muerte". Este tipo de evolución también es conocida como la "Evolución avanzada". El término Death-X-evolución está formado por death (muerte en inglés), X (por el Anticuerpo X) y evolución.

#### Digimon Xros Wars
- DigiXros (デジクロス Dejikurosu): Un tipo de evolución especial (llamada evolución legendaria en el manga), que permite que dos o más digimon se equipen como armas o armaduras a un digimon en específico. Se parece en teoría a la evolución DNA, con la diferencia que el digimon principal es quien controla totalmente la conciencia del nuevo digimon. Normalmente, el nuevo digimon conserva el nombre del digimon principal más un indicativo que revele el número de digimon que se le han equipado o el nuevo tipo de arma que ganó tras la fusión (aunque existen algunas excepciones de nombres a esta regla). (Ejemplo: Shoutmon + Ballistamon igual a Shoutmon X2; Greymon + MailBirdramon igual a MetalGreymon; Shoutmon + Starmon + Pickmons igual a Shoutmon + Star Sword.)
- Súper Evolución (Shou Shinka): Es el método de evolución en Xros Wars. Dado que en este universo, la evolución se da naturalmente por envejecimiento, la evolución artificial es bastante difícil de conseguir, y esta habilidad debe desbloquearse del Xros Loader con la fuerza de los sentimientos humanos. En el caso de OmegaShoutmon, se basó en los sentimientos de valor y amistad, dándole así el poder de Omegamon, mientras que ZeekGreymon se basó en el poder del Orgullo.
- Double Xros: Es la DigiXros entre las Súper Evoluciones para formar así una DigiXros más fuerte.
- Forced DigiXros: Es una DigiXros en donde el Digimon principal hace DigiXros con otros Digimon en contra de la voluntad de estos. Normalmente, es necesario el poder de un Darkness Loader para hacer la Forced DigiXros.
- Mejora por absorción: Es una habilidad que poseen muchos Digimon, y es usada en su mayoría por los miembros del Ejército Bagra. Con este proceso, un Digimon es capaz de absorber los datos de otros Digimon para incrementar sus poderes, y ganar nuevas armas y habilidades.
- Great Xros: Es la DigiXros entre las Súper evoluciones y uno o más digimon normales, para realizarse se requieren tres Xros Loader. (Ejemplo: OmegaShoutmon + ZeekGreymon + Ballistamon + Starmon + Pickmons + Dorulumon + Sparrowmon igual a Shoutmon X7.)

- Final Xros:La digixros contiene todas las digimemories incluido las super evoluciones.

esta solo la uso taiki en el capítulo 54.